# Мерзляковский переулок
Мерзляко́вский переулок (ранее Мамстрюков переулок, Мастрюков переулок) — переулок в Центральном административном округе города Москвы. Проходит от улицы Новый Арбат до Большой Никитской, лежит параллельно Никитскому бульвару, слева от него. Нумерация домов ведётся от Нового Арбата.

## Происхождение названия
Переулок известен с XVII в. Название, казалось бы, происходит от фамилии Мерзляковых, но никто из них здесь не жил. Следовательно, это имя искажённое. Переулок называли Мастрюкиной улицей (1670), Маструковкой (1744), Мастрюковской улицей (1776), Местриковой улицей и Местриковым переулком (1802), Мерлюковским переулком и, наконец, Мерзляковским переулком (1817 и 1821). Все эти названия произошли от искажённого отчества князя Дмитрия Мамстрюковича Черкасского, владевшего здесь в 1634 г. собственным двором.

## Примечательные здания и сооружения

### По нечётной стороне
- № 1 (средняя часть) — доходный дом (1873, архитектор В. А. Гартман).
- № 1 (№ 1 по Хлебному переулку) — четырёхэтажный кирпичный угловой дом (1894, архитектор Н. Д. Струков). В 1900—1904 годах в доме проживал с семьёй композитор А. Н. Скрябин. Здесь было создано около 20 крупных произведений композитора, здесь родились его дети Мария и Лев. У жившего в доме издателя В. А. Крандиевского часто бывал поэт С. А. Есенин[1]. Ныне в здании располагаются ряд подразделений Института США и Канады и другие учреждения.
- № 7/2 — один из первых кооперативных домов Москвы. Здесь жил физик-теоретик, лауреат Нобелевской премии И. Е. Тамм[2].
- № 9, 11 — доходный дом В. Ю. Плаксиной и здание гимназии Флёрова (1910, архитектор Н. И. Жерихов). Ныне оба здания занимает Академическое музыкальное училище при Московской консерватории.
- № 13 — доходный дом Н. И. Якунина (1899, архитектор Н. И. Якунин). В квартире № 3 проживал и был временно прописан ученый А. Л. Чижевский (17 декабря 1954 - 4 января 1955, 22 июня - 28 августа 1956).
- № 15/31 — доходный дом Элькинд (1902, архитектор Н. Д. Струков)

### По чётной стороне
- № 8, стр. 5 — Бывший жилой флигель городской усадьбы Н.А. Шереметьевой, 1890 г. (арх. И.И. Митин)
- № 16/15 — собственный доходный дом архитектора А. С. Гребенщикова (1911—1915, архитектор А. С. Гребенщиков). Здесь проживал артист А. Л. Абрикосов.
- № 18 — доходный дом (1902, архитектор К. А. Михайлов), здание реконструировано в 1993—1994 годах по проекту П. Ю. Андреева. В 1996—2002 годах в доме жила актриса Нина Тер-Осипян[3].
- № 20 — доходный дом доктора Ф. А. Александрова (1902, архитектор А. А. Остроградский)[4]. Дом более похож на частный особняк, однако два из трёх этажей доктор сдавал внаём. В 1914—1917 годах здесь жил патологоанатом А. И. Абрикосов[5]. В здании находится бюро военного атташе Посольства Ливии.

В XVIII веке в переулке жил племянник московского градоначальника П. Д. Еропкина генерал-майор, бригадир, В. А. Новосильцев с женой, В. Е. Новосильцевой.

## Переулок в литературе и искусстве

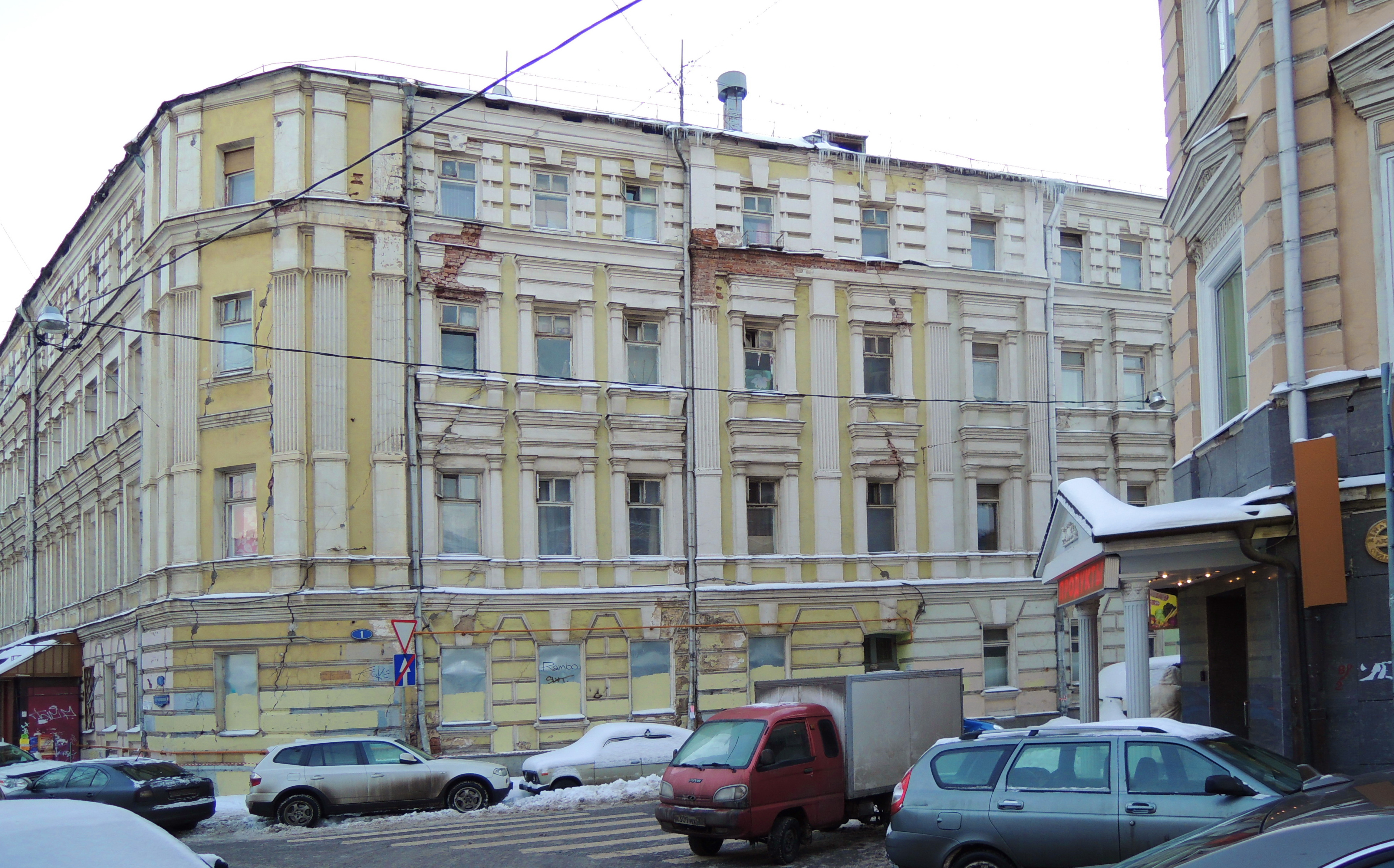
Дом № 1 до постановки на реконструкцию

- Мерзляковский переулок упоминается в рассказе И. Бунина «Алупка» (1949)[6].
- Песня на стихи Михаила Рыскина «Мерзляковский переулок» (1994)[7].
- Акварель «Вечерние тени. Мерзляковский переулок»[8].
- «Мерзляковский переулок»[9] — стихотворение Нателлы Болтянской. Мерзляковский переулок упоминается также в её песне «Молчановка».[10]
- «Мерзляковский переулок» — стихотворение Булата Окуджавы.
- Упоминается в фильме Никиты Михалкова «Пять вечеров».
- Мерзляковский переулок упоминается в дневнике И. Бунина «Окаянные дни» (1918).